# Pytilia
Pytilia es un género de aves paseriformes perteneciente a la familia Estrildidae.

## Especies
El género contiene cinco especies:
- Pytilia melba - estrilda melba;
- Pytilia afra - estrilda alinaranja;
- Pytilia hypogrammica - estrilda aliamarilla;
- Pytilia phoenicoptera - estrilda alirroja;
- Pytilia lineata - estrilda etíope.